# Henrietta Swan Leavitt
Henrietta Swan Leavitt (født 4. juli 1868 i Massachusetts, død 12. december 1921) var en anerkendt amerikansk astronom.
Leavitt blev uddannet ved Radcliffe College før hun begyndte ved Harvard College Observatory i 1893. I 1908 publicerer hun sine første artikler om astronomi i tidsskriftet Annals af Astronomical Observatory of Harvard College. Leavitt arbejdede bare sporadisk i løbet af hendes tid ved Harvard College, og hun blev ofte sat på sidelinjen på grund af personlige helseproblemer og familiens forpligtelser og dette gik ud over hendes videnskabelige præstationer.